# Odczyn antyglobulinowy Coombsa

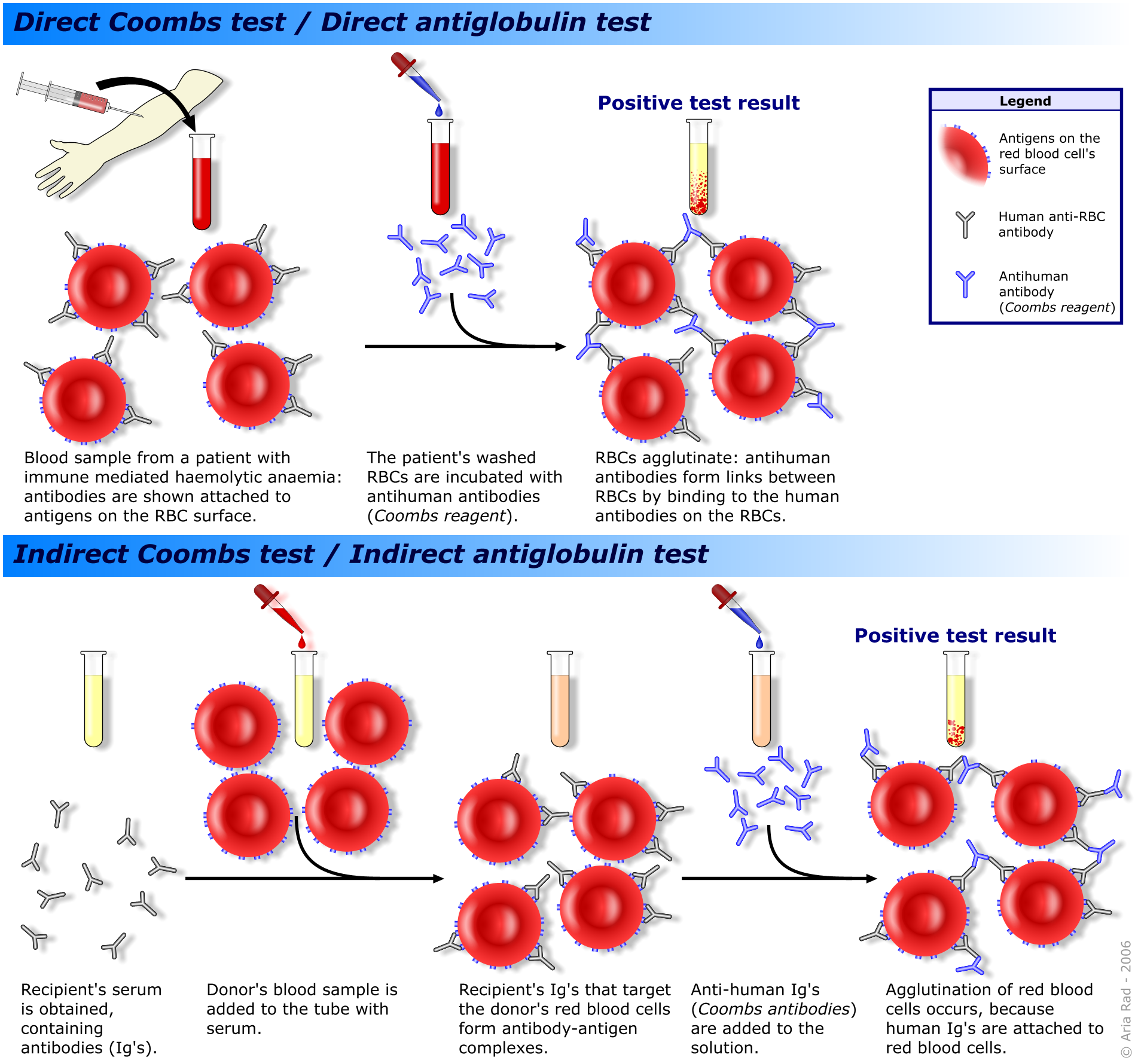
Schemat przedstawiający przebieg testu Coombsa bezpośredniego i pośredniego

Odczyn Coombsa, test antyglobulinowy Coombsa – immunologiczna metoda diagnostyczna umożliwiająca wykrywanie przeciwciał w klasie IgG (niekompletnych) za pomocą surowicy antyglobulinowej,  stosowana w transfuzjologii i diagnostyce zakażeń.
Wyróżnia się:
1. bezpośredni odczyn Coombsa (BOC) – bezpośredni test antyglobulinowy (BTA)
2. pośredni odczyn Coombsa (POC) – pośredni test antyglobulinowy (PTA)

## Bezpośredni odczyn Coombsa
Służy do wykrywania na krwinkach przeciwciał, które opłaszczają powierzchnię erytrocytu in vivo, wiążąc się do antygenów obecnych na erytrocytach. W odróżnieniu od przeciwciał klasy IgM, nie powodują one aglutynacji krwinek w organizmie, ale przyspieszone ich niszczenie w układzie siateczkowo-śródbłonkowym.
Test stosuje się do wykrywania niedokrwistości hemolitycznych i choroby hemolitycznej noworodka.

## Pośredni odczyn Coombsa
Wykrywa przeciwciała obecne w surowicy pacjenta, które powstały w efekcie immunizacji oraz mogą zareagować z antygenem, np. podaną z zewnątrz substancją grupową krwi. Proces wiązania przeciwciał do antygenów na krwinkach wzorcowych i krwinkach dawcy zachodzi in vitro w odpowiednich warunkach, dlatego badanie to nazywa się testem "pośrednim".
Badanie wykonywane jest rutynowo przed każdą transfuzją krwi aby zapobiec powikłaniom poprzetoczeniowym.
Pośredni odczyn Coombsa może także służyć do diagnostyki groźnych chorób zwierząt (w tym ludzi): brucelozy i listeriozy.
Wówczas surowicę antyglobulinową dodaje się do zawiesiny bakterii, np. z rodzaju Brucella, związanych z niekompletnymi przeciwciałami. Przeciwciała antyglobulinowe z surowicy reagują z przeciwciałami opłaszczonymi na komórkach bakterii. Pojawienie się widocznych makroskopowo aglutynatów świadczy o dodatnim wyniku badania.
Nazwa eponimiczna upamiętnia Robina Coombsa – jednego z odkrywców tego testu.